# Kelson Henderson
Kelson Henderson (* 6. Dezember 1975 in Neuseeland) ist ein neuseeländischer Schauspieler.

## Filmografie (Auswahl)
- 1995: Wendy (Riding High, Fernsehserie, 2 Episoden)
- 2000: Die unwiderlegbare Wahrheit über Dämonen
- 2005–2006: Power Rangers S. P. D.
- 2006: Sione’s Wedding
- 2006: Power Rangers Mystic Force
- 2007: Power Rangers Operation Overdrive
- 2007: 30 Days of Night
- 2008: power rangers jungle fury
- 2009: Avatar – Aufbruch nach Pandora (Avatar)
- 2015: Ash vs. Evil Dead (Fernsehserie, zwei Folgen)
- 2017–2018: Power rangers ninja steel
- 2019: Auckland Detectives – Tödliche Bucht (The Gulf, Fernsehserie, 1 Folge)
- 2019–2020  power rangers beast morphers
- 2021: Power Rangers Dino Fury (1 Folge)